# Maszk (film, 1985)
A Maszk (eredeti címén Mask) 1985-ben bemutatott amerikai életrajzi filmdráma, melyet Peter Bogdanovich rendezett. A főbb szerepekben Cher, Sam Elliott, Eric Stoltz, Dennis Burkley, Laura Dern, Estelle Getty és Richard Dysart látható. 
Az 1985. március 8-án bemutatott film pozitív kritikákat kapott. Alakításáért Cher kapta meg az 1985-ös cannes-i filmfesztivál legjobb színésznőnek járó díját. A Maszk az 58. Oscar-gálán elnyerte a legjobb sminknek járó Oscar-díjat a magyar származású Elek Zoltán munkásságáért. Chert és Stoltzot Golden Globe-díjakra jelölték alakításaikért. 

## Cselekmény
A film Roy L. „Rocky” Dennis életén és korai halálán alapul. Dennis craniodiaphysealis dysplasiában, egy rendkívül ritka genetikai rendellenességben szenvedett, amelyet az általa okozott torzító koponya megnagyobbodás miatt általában lionitisnek neveznek.

## Szereplők
| Szerep                  | Színész          | Magyar hang      |
| ----------------------- | ---------------- | ---------------- |
| Roy L. "Rocky" Dennis   | Eric Stoltz      | Bolba Tamás      |
| Florence "Rusty" Dennis | Cher             | Szakács Eszter   |
| Gar                     | Sam Elliott      | Juhász Jácint    |
| Evelyn Steinberg        | Estelle Getty    | Czigány Judit    |
| Abe Steinberg           | Richard Dysart   | Bodor Tibor      |
| Diana Adams             | Laura Dern       |                  |
| Babe                    | Micole Mercurio  | Borbáth Ottília  |
| Red                     | Harry Carey Jr.  | Simon György     |
| Dozer                   | Dennis Burkley   |                  |
| Dewey                   | Barry Tubb       | Felföldi László  |
| Ben                     | Lawrence Monoson | Boros Zoltán     |
| Mr. Simms               | Ben Piazza       | Varga T. József  |
| Eric                    | L. Craig King    | Rékasi Károly    |
| Lisa                    | Alexandra Powers |                  |
| Lorrie                  | Kelly Jo Minter  | Zsolnai Júlia    |
| Canuck                  | Todd Allen       |                  |
| Stickman                | Howard Hirdler   |                  |
| Dr. Vinton              | Andrew Robinson  | Cs. Németh Lajos |
| Bone                    | Les Dudek        | Melis Gábor      |
| tanárnő                 | Marsha Warfield  | Martin Márta     |

## Fogadtatás

### Díjak és jelölések
| Díj                                  | Díjátadó          | Kategória                                           | Jelöltek                        | Eredmény | Forrás |
| ------------------------------------ | ----------------- | --------------------------------------------------- | ------------------------------- | -------- | ------ |
| Oscar-díj                            | 1986. március 24. | Legjobb smink                                       | Michael Westmore és Elek Zoltán | Elnyerte | [ 3 ]  |
| British Academy Film Awards          | 1986. március 16. | Legjobb smink és haj                                |                                 | Jelölve  | [ 4 ]  |
| Cannes-i filmfesztivál               | 1985. május 19.   | Arany Pálma                                         |                                 | Jelölve  | [ 5 ]  |
| Cannes-i filmfesztivál               | 1985. május 19.   | Best Actress                                        | Cher                            | Elnyerte | [ 5 ]  |
| Casting Society of America           | 1986. október 29. | Játékfilm casting — filmdráma                       |                                 | Jelölve  | [ 6 ]  |
| Golden Globe-díj                     | 1986. január 24.  | Legjobb női főszereplő – filmdráma                  |                                 | Jelölve  | [ 7 ]  |
| Golden Globe-díj                     | 1986. január 24.  | Legjobb férfi mellékszereplő                        | Eric Stoltz                     | Jelölve  | [ 7 ]  |
| Jupiter-díj                          | 1986              | Legjobb színésznő                                   |                                 | Jelölve  | [ 8 ]  |
| Los Angeles Film Critics Association | 1986. január 23.  | New Generation-díj                                  | Laura Dern                      | Elnyerte | [ 9 ]  |
| Writers Guild of America Awards      | 1986              | Best Screenplay Written Directly for the Screenplay | Anna Hamilton Phelan            | Jelölve  | [ 10 ] |

## Fordítás
- Ez a szócikk részben vagy egészben  a   Mask (1985 film) című angol Wikipédia-szócikk ezen változatának fordításán alapul.  Az eredeti cikk szerkesztőit annak laptörténete sorolja fel. Ez a jelzés csupán a megfogalmazás eredetét és a szerzői jogokat jelzi, nem szolgál a cikkben szereplő információk forrásmegjelöléseként.